# Новоандріївка (Кропивницький район)
Новоандріївка — село в Україні, у Новгородківській селищній громаді Кропивницького району Кіровоградської області. Колишній центр Новоандріївської сільської ради.

## Історія
Перші згадки про поселення сучасної Новоандріївки відносяться до 1883 року.
Поселення виникає на землях Лозоватської казенно-оброчної статті. Сюди переїздять переселенці з сіл Бережинка, Червоний Яр, Митрофанівка, Покровське. Спершу село називалося Немолючою балкою (Немолецькою балкою).
В 1887 році в селі була збудована Свято-Андріївська церква. Від назви церкви, і на честь Святого в Андріїв день (13 грудня) село було перейменоване в Новоандріївку. Поступово село збільшувалося в своїх розмірах і зайняло територію по обидва береги річки Лозоватка та схилах балок, що прилягають. Поселення Ново-Андріївка було зараховане до Новгородківської волості Олександрійського повіту Херсонської губернії. З ростом території поселення збільшилась і чисельність його населення.
За переписом 1897 року в селі проживало 1386 чоловік.
В користуванні селян було 2468 десятини землі: зручної — 2346 дес., незручної — 21 дес. 1920 саж.  Значну роль відігравала підприємницька оренда землі. Багаті і заможні селяни зосередили в своїх руках до 40 % (683,5 дес.) орендного фонду земель. Здача землі в оренду супроводжувалася ростом цін на землю. В 1898—1900 роках оренда однієї десятини орної землі становила 8 крб. 57 коп. Особливо високою була ціна на землю, яку здавали в оренду дрібними ділянками (1-2 дес.) і на невеликий строк.
Оренда і продаж землі прискорювали процес розшарування селянства. Найбагатшими жителями села Новоандріївка були три брати Марущукові (Марущуков Філіп Микитич, Марущуков Андрій Микитич і Марущуков Пантелеймон Микитич, 90 десятин) та німецький колоніст Бехлер.
Заможні селяни у своїй власності крім землі, худоби і реманенту мали також вітряні млини (вітряки).
14 грудня 1903 р. (в день пророка Наума) за кошти земства була побудована і відкрита 3-х класна, а в 1911—1912 рр. — церковна — 4-х класна. У школі навчалися діти обох статей без обмеження по станах і віросповіданнях. Навчалися зазвичай діти у віці 8-12 років. Діти старше за тринадцять років в селянському господарстві вважалися вже настільки корисними працівниками, що батьки не були готові відпускати їх в школу навіть взимку. Навчання було безкоштовним. Фінансування шкіл було спільним, здійснювалося за кошти сільської громади та держави. Першими вчителями земської школи були Анастасія Григорівна та Олексій Ілліч Карнажуки.
З березня по листопад 1918 року село находилося під владою кайзерівських військ. До лютого 1919 р. влада перебувала в руках представників УНР (Української Народної Республіки). В серпні 1919 року землі краю були захоплені Денікінцями. В 1920 році в селі було відновлено радянську владу (вперше вона була встановлена в лютому 1918 року). Борцями за встановлення та відновлення радянської влади на селі стали колишній робітник-машиніст Семен Тимофійович Донченко, а також жителі села Шестопалов Володимир, Бондаренко Григорій, Скіцька Євдокія.
В 1927 році на базі ТСОЗ було створено колгосп «Наша сила». Колективне господарство об'єднало 193 бідняцьких і 127 середняцьких господарств. Головою першого колгоспу став Іщенко Н. О. До 1931 р. всі господарства сіл Новоандріївка, Бережинка та Плавні були об'єднанні, а на їх базі створено колгоспи «Наша сила», «Нове життя», «Пролетар», «Іскра».
З 6 серпня 1941 року до 5 січня 1944 року село було окуповане німецькими військами.
В 60—80-х роках колективне господарство "Іскра спеціалізувалося на виробництві м'яса, молока, зерна та цукрових буряків. В колгоспі щорічно вирощувалося і утримувалося 940 голів великої рогатої худоби, 5 400 голів свиней, 2 800 голів птиці. Середня врожайність зернових становила 35 центнерів з гектара, соняшнику — 17 ц/га, цукрового буряка — 161 ц/га. За рахунок господарства зростало і розбудовувалося село. Так, за період з 1966 по 1981 роки було побудовано і введено в дію водопровід, дорогу з твердим покриттям, будинок культури, школу, дитячий садок, вулицю на 25 будинків.
2 квітня 2000 року на загальних зборах КСП «Іскра» було вирішено ліквідувати господарське об'єднання. На місці колишнього КСП «Іскра» виникло ряд господарств. В процесі ліквідації КСП і реорганізації його в приватні господарства було втрачено майже весь тваринницький комплекс. Зруйновано і пограбовано свино-тваринницькі, молочно-товарні і птахоферми (всього 22 будівлі), пущено під ніж всю худобу, свиней, птицю. Більшість жителів села зосталися без роботи, перестав функціонувати дитячий садок, на рівень виживання поставлена школа.

## Населення
Згідно з переписом УРСР 1989 року чисельність наявного населення села становила 674 особи, з яких 306 чоловіків та 368 жінок.
За переписом населення України 2001 року в селі мешкали 684 особи.

### Мова
Розподіл населення за рідною мовою за даними перепису 2001 року:
| Мова       | Відсоток |
| ---------- | -------- |
| українська | 97,64 %  |
| російська  | 1,33 %   |
| молдовська | 0,74 %   |
| вірменська | 0,30 %   |

## Постаті
- Русаков Павло Павлович (1981—2014) — старшина Збройних сил України, учасник російсько-української війни 2014—2017[5].